# Paul Smith (Rennfahrer)

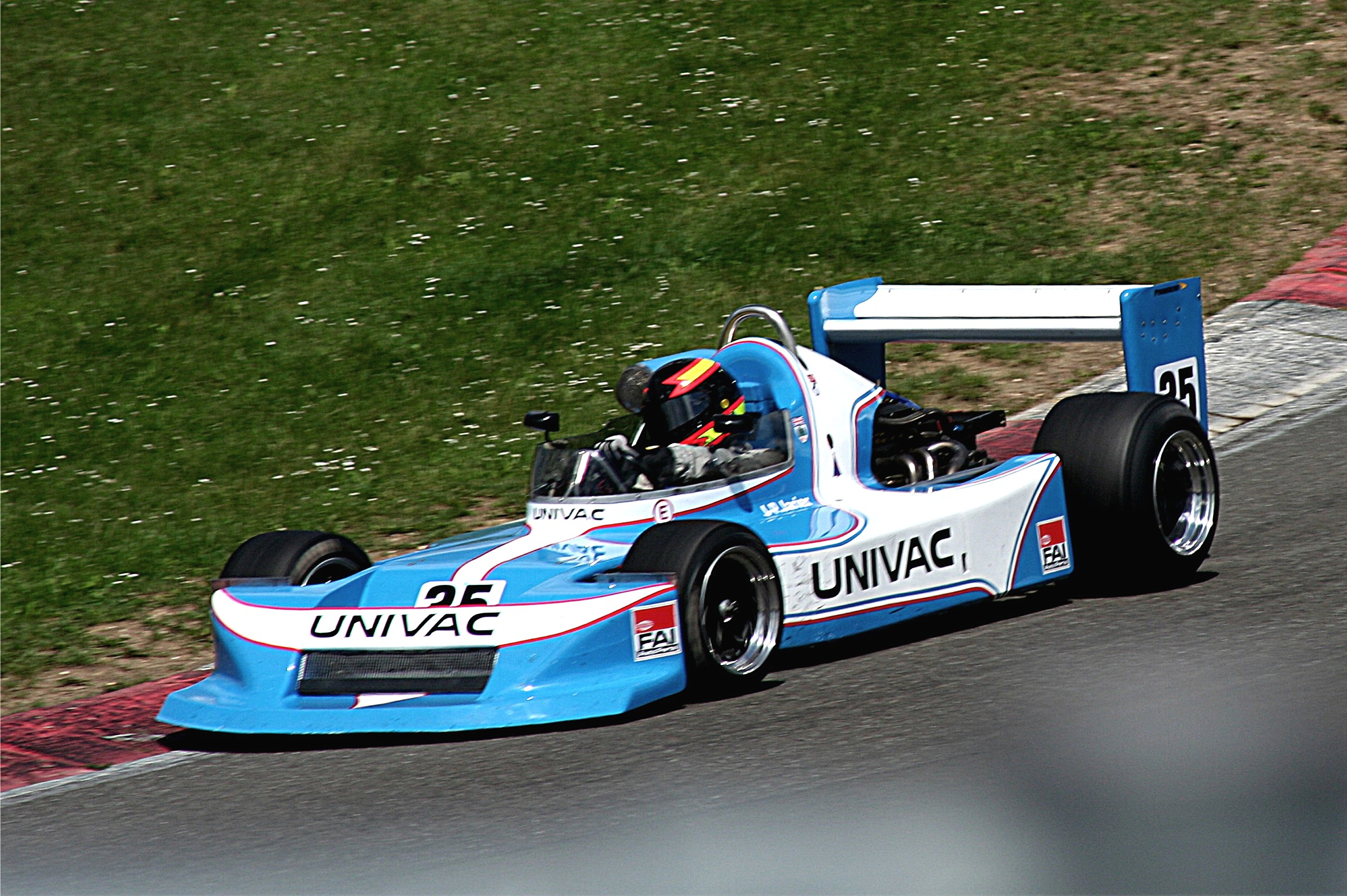
Auf einem March 782 wurde Paul Smith 1980 Gesamtvierzehnter in der Aurora-AFX-Formel-1-Serie

Paul Andrew Smith (* 29. Oktober 1955 in Sutton Coldfield) ist ein ehemaliger britischer Autorennfahrer.

## Karriere als Rennfahrer
Paul Smith begann seine Karriere mit einem vierten Endrang in der britischen Formel-Atlantic Meisterschaft 1979. Gesamtsieger wurde Ray Mallock vor Jim Crawford. Die weitere Monopostozeit führte in die Aurora-AFX-Formel-1-Serie, wo er 1980 auf einem March 782 Gesamtvierzehnter wurde, und in die Formel-2-Europameisterschaft.
Ab der Saison 1982 bestritt Smith in erster Linie Touren- und Sportwagenrennen in Europa und Nordamerika. Er ging in der IMSA-GTP-Serie an den Start, fuhr Rennen in der Deutschen Rennsport-Meisterschaft und der Sportwagen-Weltmeisterschaft. In den 2000er-Jahren fuhr er Rennen mit historischen Rennwagen und war regelmäßiger Starter beim 24-Stunden-Rennen von Silverstone.
Viermal ging Paul Smith beim 24-Stunden-Rennen von Le Mans ins Rennen. 1983 gelang ihm gemeinsam mit John Cooper und David Ovey auf einem Porsche 930 der Klassensieg in der Gruppe B. Beste Platzierung im Schlussklassement war der achte Rang 1982 mit Cooper und Claude Bourgoignie im Porsche 935K3.

## Statistik

### Le-Mans-Ergebnisse
| Jahr | Team                 | Fahrzeug      | Teamkollege        | Teamkollege       | Platzierung             | Ausfallgrund |
| ---- | -------------------- | ------------- | ------------------ | ----------------- | ----------------------- | ------------ |
| 1982 | Charles Ivey Racing  | Porsche 935K3 | Claude Bourgoignie | John Cooper       | Rang 8                  |              |
| 1983 | Charles Ivey Racing  | Porsche 930   | David Ovey         | John Cooper       | Rang 11 und Klassensieg |              |
| 1984 | Charles Ivey Racing  | Porsche 930   | David Ovey         | Margie Smith-Haas | Ausfall                 | Ölleck       |
| 1985 | Roy Baker Promotions | Tiga GC285    | Will Hoy           | Nick Nicholson    | Rang 21                 |              |